# Marée noire à l'île Maurice
La marée noire à l'île Maurice a affecté les côtes du Sud-Est de l'île Maurice à partir du 6 août 2020, à la suite de la catastrophe environnementale causée par l'échouement du vraquier MV Wakashio,.

## Causes

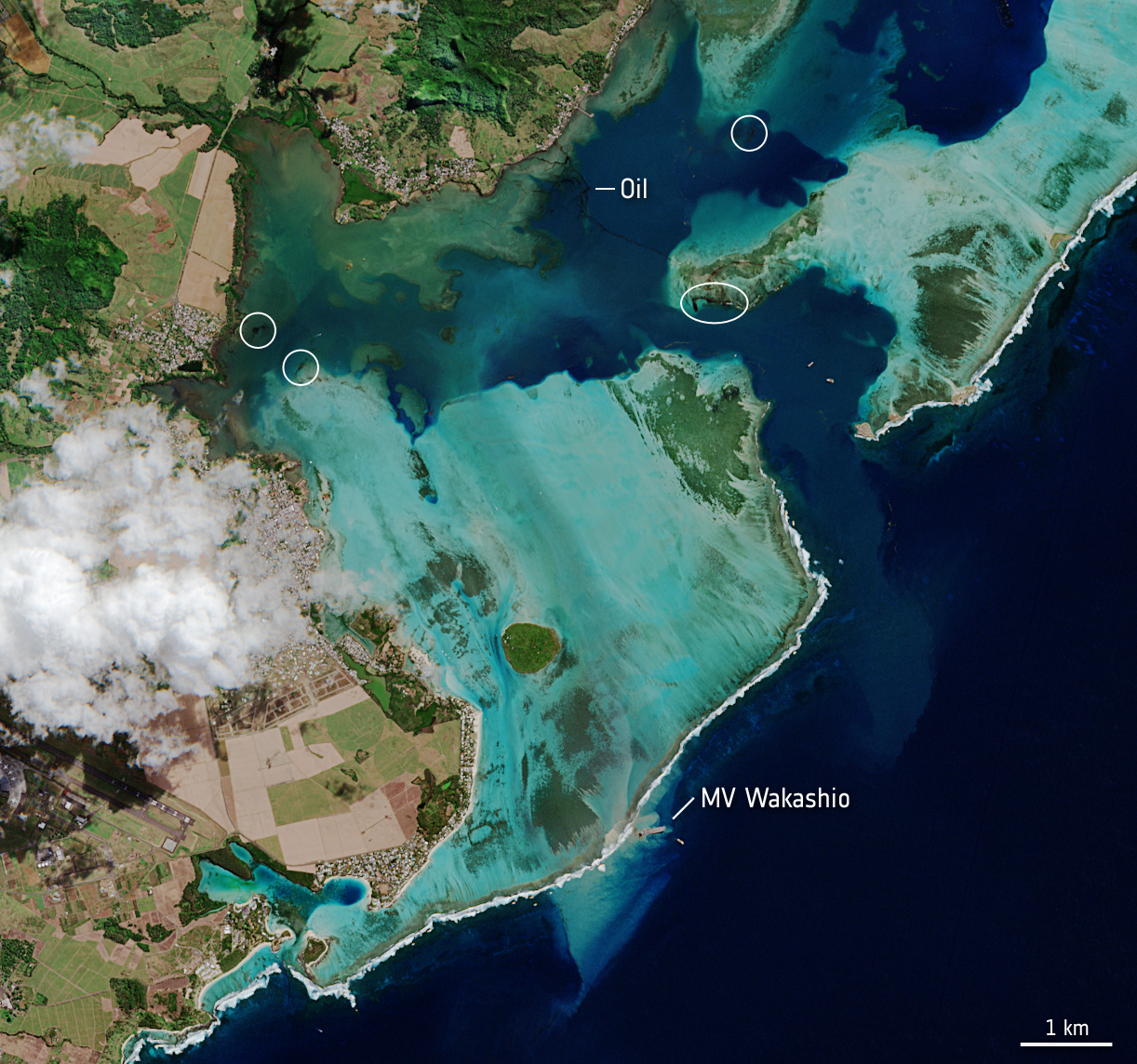
Image satellite légendée montrant l'étendue de la marée noire entre le échoué sur la barrière de corail et la côte au-delà du lagon.

Le 25 juillet 2020, un navire japonais sous pavillon panaméen, le MV Wakashio, s'échoue au large du sud-est de l'Île Maurice (à la pointe d'Esny). À la suite du mauvais temps dans le lagon, le gouvernement mauricien annonce que toutes les tentatives de redresser le bateau ont échoué. Il contient alors à son bord 3 800 tonnes de fioul et 200 tonnes de diesel.
La cale n° 9 située devant la salle des machines a eu une entrée d'eau et il y a une fuite entre les deux parties, les cales 7 et 8 sont également inondées et les secours ont inondé la cale 6 pour stabiliser le bateau, tandis que les cales 1 à 5 n'ont pas d'eau. Le navire est posé sur le fond marin peu profond là où il a échoué. Il y a douze mètres de différence de niveau entre les extrémités du bateau, qui mesure trois cents mètres. Le mauvais temps travaille la structure et provoque une fuite.

Le 6 août, les autorités mauriciennes annoncent que le fioul, jusqu'alors contenu dans le navire, s’échappe du vraquier, puis, le 15 août, qu'il s’est brisé en deux, alors qu'il reste encore 90 tonnes de carburant à bord. 

## Gestion de la crise
Des volontaires mauriciens tressent des barrages flottants en chanvre et tissu pour tenter de bloquer la nappe. D'autres, munis de masques et gants en caoutchouc, ramassent à l'aide de pelles et de seaux les produits échappés du navire.
Le 6 août, une cellule de crise est créée à La Réunion, qui n'est alors pas menacée.
Alors que mille tonnes de carburant sur les trois mille se sont déjà échappées des cuves, la compagnie japonaise Nagashiki kisen (長鋪汽船), propriétaire du navire, présente ses excuses et envoie une équipe spécialisée dans le sauvetage, tout en indiquant que les conditions météorologiques rendent difficiles ces opérations. Le 12 août, le Premier ministre, Pravind Jugnauth, annonce que « tout le fioul a été pompé des réservoirs ».

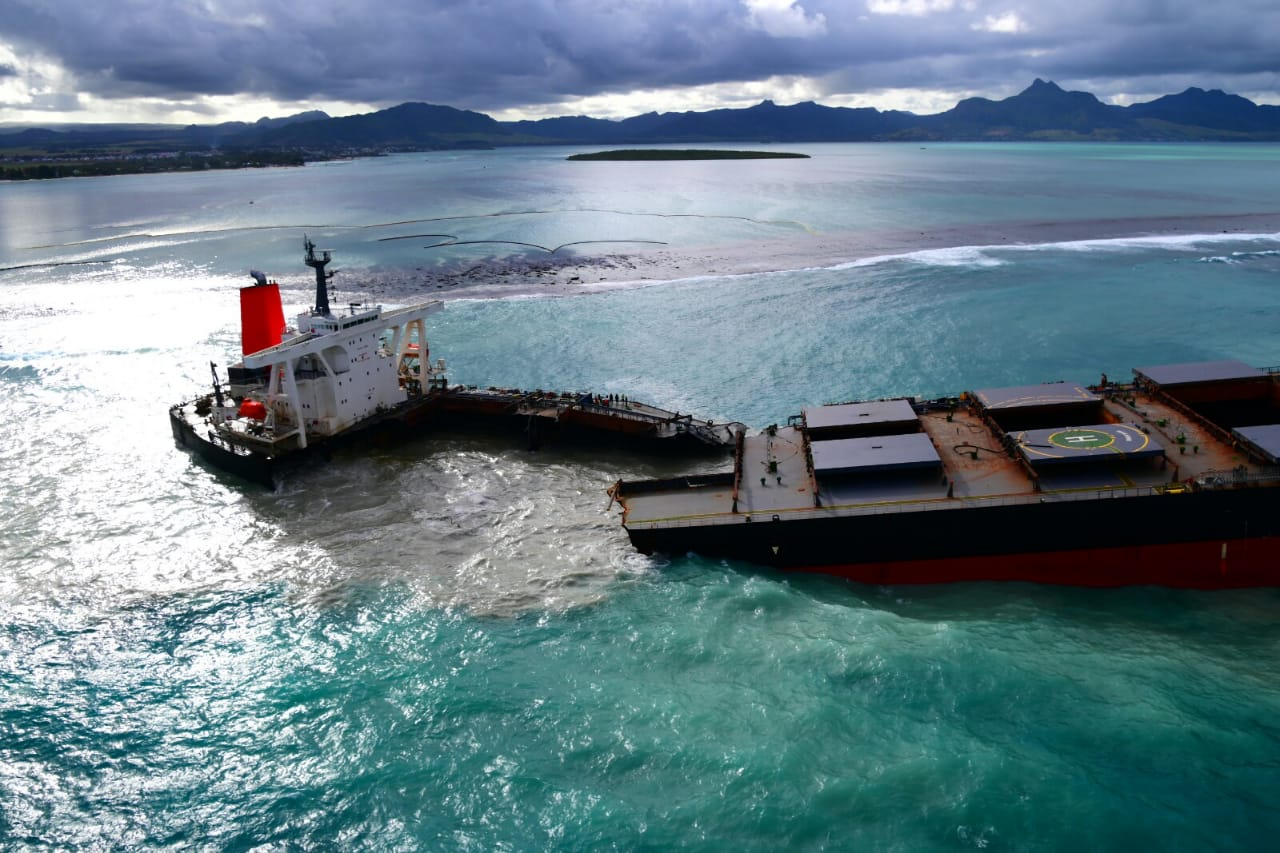
Le MV Wakashio, brisé en deux.

Le 16 août, le navire se brise en deux, menaçant de libérer 100 tonnes de fioul supplémentaires encore contenues dans des parties résiduelles de la coque. Il est prévu de remorquer et de couler au large les deux tiers avant de l’épave contenant les moteurs du vraquier et environ 30 mètres cubes de pétrole que les conditions météo empêchent de pomper.

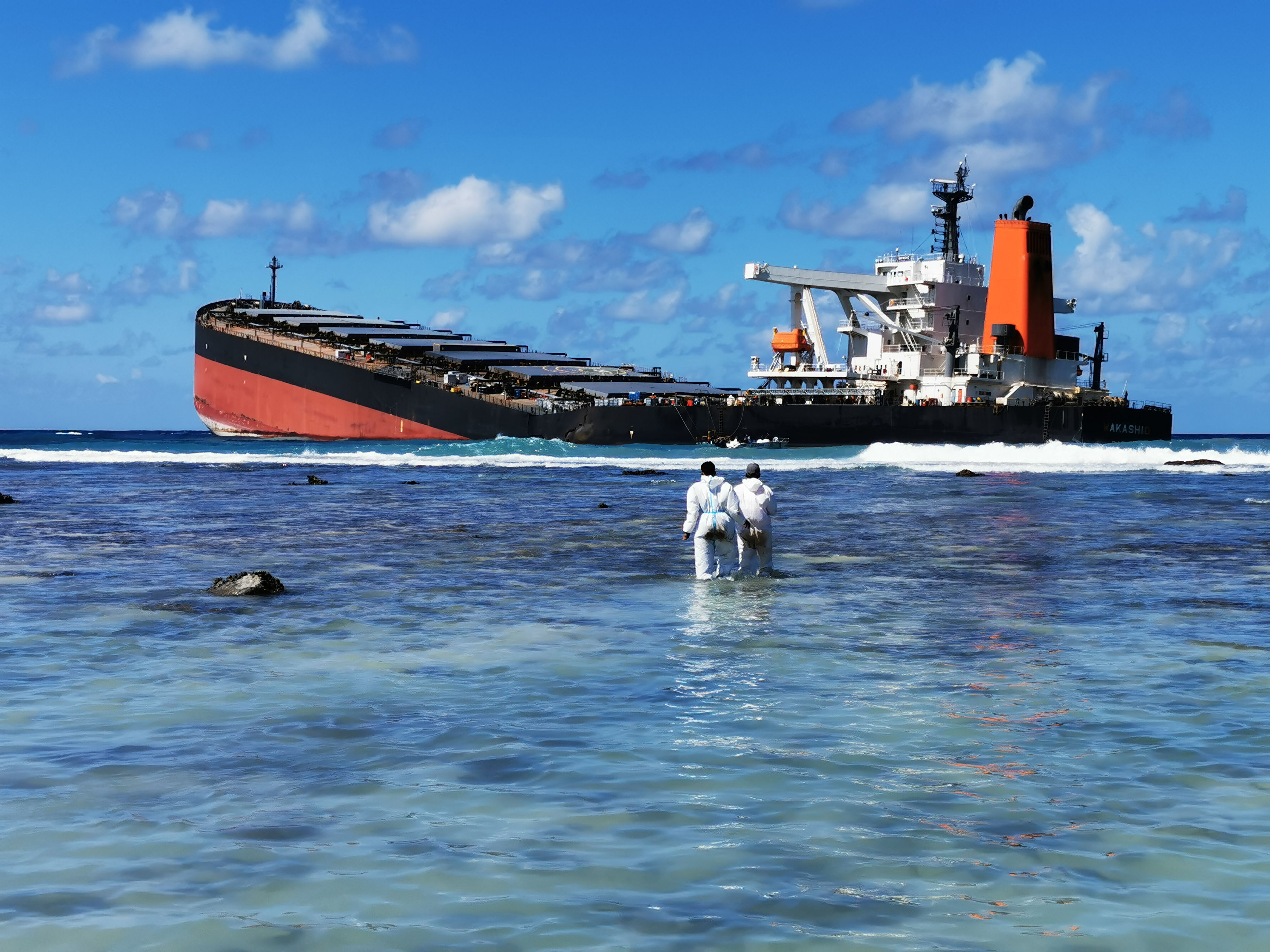
Le MV Wakashio, brisé en deux.

Le 24 août la proue est coulée, comme prévu, à 3 600 mètres de profondeur.
Le 31 août, le remorqueur Sir Gaëtan Duval sombre alors qu'il tracte une barge chargée de collecter les résidus de fioul encore contenus dans l'arrière du vraquier. Le naufrage fait trois morts et un disparu.
Le 17 février 2021, à proximité des récifs coralliens de la pointe d’Esny, commence le démantèlement de la poupe restée émergée au moyen d'une barge chinoise équipée d’une grue de 1200 tonnes.

## Enquête
En janvier 2021, une commission d'enquête, présidée par un ancien juge, avec le concours d’une ingénieur et d’un expert maritime, auditionne à Port-Louis les membres d’équipage du Wakashio et les enquêteurs, parmi lesquels le capitaine Asiva Coopen, Deputy Director of Shipping à Maurice, qui a collecté des documents à bord. Il rapporte que le navire se rapprochait des côtes pour permettre aux marins de contacter leurs familles. Au moment du naufrage, il y avait un anniversaire à bord, le second et le chef mécanicien étaient en passerelle, personne ne surveillait le sondeur et il n'y avait pas d'alarme. Le capitaine et le second, arrêtés le 18 août 2020, encourent une peine de prison pouvant aller jusqu'à 60 ans.

## Aide internationale
- France : Le président Emmanuel Macron répond favorablement, le 8 août, à l'appel à l'aide du Premier ministre Pravind Jugnauth et du matériel spécial est dépêché depuis La Réunion[19].
- Japon : Deux équipes de spécialistes sont dépêchés par le gouvernement japonais.

## Filmographie
- Wakashio : lespwar odela marenwar, documentaire de 55 minutes réalisé par CARES (Centre for Alternative Research and Studies), Rezistans ek Alternative et Rising Ocean[20].
- Grat lamer pintir lesiel (Avec la mer repeindre le ciel), documentaire de 71 minutes réalisé par le réalisateur mauricien David Constantin[20],[21].